# Fusil Sharps
Los fusiles Sharps son una serie de fusiles monotiro de gran calibre, que surgieron a partir del diseño de Christian Sharps en 1848 y cuya producción cesó en 1881. Son renombrados por su precisión a largo alcance. Para 1874, el fusil estaba disponible en una variedad de calibres y había sido adoptado por los ejércitos de varios países, siendo uno de los pocos diseños exitosos en hacer la transición a los cartuchos metálicos.
Diversas compañías de armas fabrican réplicas del Sharps y el fusil se volvió un ícono del Viejo Oeste debido a su empleo en varias películas y libros.

## Historia
El primer fusil de Sharps fue patentado el 12 de septiembre de 1848 y fabricado por A. S. Nippes en Mill Creek, (Filadelfia) Pennsilvania, en 1850.
El segundo modelo empleaba el cebador de cinta Maynard y los ejemplares sobrevivientes llevan la inscripción "Edward Maynard - Patentee 1845". En 1851 el segundo modelo fue llevado a la Robbins & Lawrence Company de Windsor, Vermont, donde se desarrolló el Modelo 1851 para ser producido en serie. Rollin White de la R&L Co. inventó el cerrojo de cuchilla y el mecanismo de autoamartillado para el Modelo 1851 "box-lock". Este es mencionado como el "Primer Contrato", que fue de 10.000 carabinas Modelo 1851, de las cuales aproximadamente 1.650 fueron producidas por R&L en Windsor.
Ese mismo año se firmó el "Segundo Contrato" por 15.000 fusiles y la Sharps Rifle Manufacturing Company fue organizada como empresa por acciones con un capital de 1.000 dólares, con John C. Palmer como presidente, Christian Sharps como ingeniero y Richard S. Lawrence como maestro armero y superintendente de manufactura. A Sharps se le pagaría una regalía de 1 dólar por cada arma y la fábrica fue construida en el terreno de la R&L de Hartford, Connecticut.
El Modelo 1851 fue reemplazado en producción por el Modelo 1853. Christian Sharps dejó la compañía en 1855 para formar en Filadelfia su propia compañía armera llamada "C. Sharps & Company"; Richard S. Lawrence continuó como armero jefe hasta 1872 y desarrolló los diversos modelos del fusil Sharps y sus mejoras que lo hicieron famoso. En 1874, la compañía fue reorganizada y rebautizada "The Sharps Rifle Company", continuando en Hartford hasta 1876, cuando fue reubicada en Bridgeport.
El Sharps Modelo 1874 fue un fusil particularmente popular, que llevó a la introducción de varios derivados en rápida sucesión. Utilizaba una gran cantidad de cartuchos de calibre 10 mm a 12,7 mm con una variedad de cargas propulsoras y longitudes de cañón.
Hugo Borchardt diseñó el Sharps-Borchardt Modelo 1878, el último fusil fabricado por la Sharps Rifle Co. antes de su cierre en 1881.
Actualmente se fabrican réplicas del fusil Sharps M1859 y la carabina Sharps M1863 con cartucho de papel, el fusil Sharps 1874 con cartucho metálico y el Sharps-Borchardt Modelo 1878. Estas son utilizadas en recreaciones históricas de batallas de la Guerra de Secesión, caza y tiro deportivo.

## Fusiles y carabinas militares Sharps

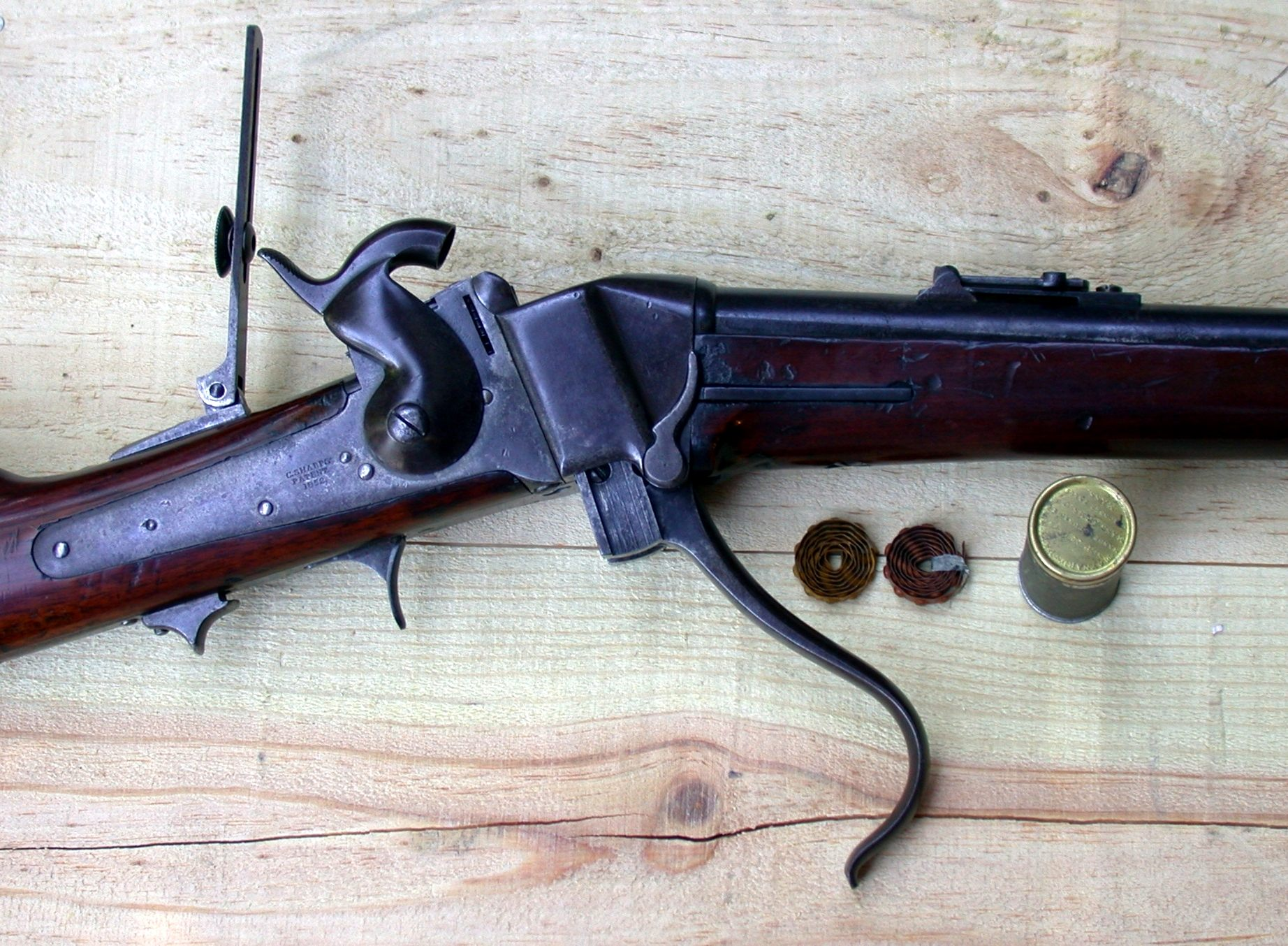
Carabina Sharps Modelo 1852 "Slanting Breech", con la recámara abierta para recargar, junto a dos rollos de cinta fulminante.

El fusil Sharps militar (también conocido como fusil Berdan Sharps) era un fusil de cerrojo levadizo empleado durante y después de la Guerra de Secesión. Además de poder utilizar una cápsula fulminante estándar, el Sharps tenía un mecanismo bastante inusual de cebado. Este contenía una columna de cápsulas fulminantes y ponía una sobre la chimenea cada vez que el gatillo era apretado y el martillo caía - haciendo que fuera mucho más sencillo disparar una carabina Sharps montado a caballo que una que utilizaba cápsulas fulminantes instaladas individualmente.
El fusil Sharps fue producido por la Sharps Rifle Manufacturing Company en Hartford, Connecticut. Fue empleado en la Guerra de Secesión por los tiradores de precisión del Ejército estadounidense, conocidos popularmente como los "Tiradores de Berdan" en honor a su líder Hiram Berdan. El Sharps fue un fusil de francotirador de gran precisión respecto a los más usuales fusiles de avancarga suministrados. Esto se debía principalmente a su alta cadencia de disparo por el mecanismo de retrocarga y fabricación de alta calidad.
Sin embargo, en aquella época muchos oficiales desconfiaban de las armas de retrocarga porque pensaban que incitarían a sus soldados a malgastar municiones. Además, el fusil Sharps era costoso de fabricar (tres veces el costo de un Springfield Modelo 1861 de avancarga), por lo que solo se fabricaron 11.000 unidades del Modelo 1859. La mayoría no fueron suministrados o se entregaron a los tiradores de precisión, pero el 13° Regimiento de Reservistas de Pennsilvania (que todavía llevaba la anticuada designación de "regimiento de fusiles") los utilizó hasta que fue disuelto en 1864.

### Carabina militar Sharps

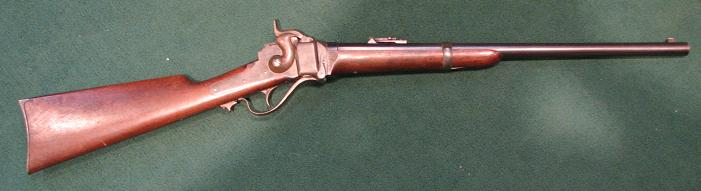
Carabina original de 1863, en .50-70 Government.

La versión carabina fue muy popular en la Caballería, tanto de la Unión como de la Confederación, siendo suministrada en mayores cantidades que el fusil. Su cerrojo levadizo se prestaba a las conversiones a los nuevos cartuchos metálicos desarrollados a fines de la década de 1860, por lo que muchas carabinas convertidas para utilizar el cartucho .50-70 Government fueron empleadas durante las Guerras Indias en las décadas que siguieron a la Guerra de Secesión.
Algunas carabinas empleadas en la Guerra de Secesión tienen una característica inusual: un molinillo a manivela en la culata. Por mucho tiempo se pensó que era un molinillo de café, pero las pruebas llevadas a cabo con los pocos ejemplares sobrevivientes sugieren que el molinillo no es adecuado para moler café. El actual consenso es que era para moler maíz o trigo.
Al contrario del fusil Sharps, la carabina fue muy popular y se fabricaron unas 90.000. Para 1863, era el arma más usual en los regimientos de Caballería de la Unión, aunque en 1864 muchas fueron reemplazadas por carabinas Spencer con depósito de siete balas. Los confederados produjeron algunas copias del Sharps en Richmond. Su calidad era por lo general baja y normalmente usaba abrazaderas de latón en lugar de hierro.

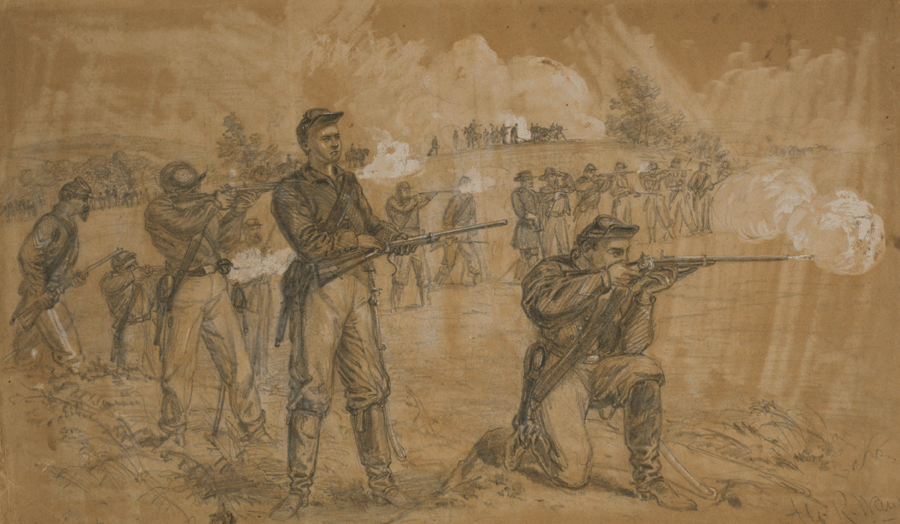
Cuadro de Alfred Waud, que muestra a los hombres del 1° de Caballería de Maine con carabinas Sharps durante la batalla de Middleburg. El soldado arrodillado dispara al enemigo, mientras que el otro recarga su arma.

## Fusiles de cacería Sharps
La Sharps fabricó versiones de cacería desde fines de la década de 1840 hasta fines de la década de 1880. Después de la Guerra de Secesión, los fusiles convertidos sobrantes fueron transformados en armas personalizadas y la fábrica Sharps produjos los fusiles Modelo 1869 y 1874 en grandes cantidades para los cazadores comerciales de bisontes y colonos. Estos fusiles de gran calibre fueron fabricados para utilizar algunos de los más poderosos cartuchos de pólvora negra producidos. La Sharps también fabricó versiones especiales para tiro al blanco a larga distancia, que fueron empleadas en el entonces popular tiro estilo Creedmore a 910 m (1000 yardas). Muchos tiradores de siluetas modernos emplean fusiles Sharps originales o réplicas para abatir siluetas de animales de chapa de acero a 500 m. La Shiloh Rifle Manufacturing Company y la C Sharps Arms de Big Timber, Montana, han fabricado réplicas del fusil Sharps desde 1983 y 1979, respectivamente.

## Influencia cultural
Entre las películas que muestran las ventajas del fusil Sharps figuran Billy Two Hats (1974), Rancho Deluxe (1975), Valdez is Coming (1971), Quigley Down Under (1990), Up (2009) y True Grit (2010). En Valdez is Coming, el personaje interpretado por Burt Lancaster, Bob Valdez, utiliza un Sharps contra los hombres de Frank Tanner a 1.097 m (1200 yardas). El Ranger de Texas La Boeuf, interpretado por Glen Campbell, está armado con un Sharps y lo usa para matar a Lucky Ned Pepper en la famosa escena "Fill your hand, you sonofabitch!" de la película True Grit de 1969.
En el western Quigley Down Under, el protagonista del mismo nombre interpretado por Tom Selleck utiliza un fusil Sharps. La Theater Crafts Industry llegó a decir, "En Quigley Down Under, que rodamos en 1990, el fusil Sharps prácticamente es coestelar con Tom Selleck." Esta declaración fue transmitida por articulistas de armas, incluyendo a John Taffin en la revista Guns y Lionel Atwill en Field & Stream. El fusil en Quigley tiene un cañón con una longitud de 863,6 mm (34 pulgadas), al contrario de la longitud estándar de 762 mm (30 pulgadas). Los fabricantes de armas como Davide Pedersoli y la Shiloh Rifle Manufacturing Company atribuyen a esas películas el incremento de la demanda por estos fusiles. A consecuencia de la popularidad de la película, anualmente se lleva a cabo una competencia de tiro al blanco con fusiles Sharps en Forsyth, Montana, conocida como "Matthew Quigley Buffalo Rifle Match". Originalmente un blanco de 1,11 m (44 pulgadas) era ubicado a 914,4 m (1000 yardas) para cada tirador, recreando una escena de la película. La competencia es descrita como "el más grande evento de tiro con fusil en Montana oriental desde la Masacre de Custer" y desde entonces ha evolucionado en una competencia que dura dos días, con ocho disparos contra seis siluetas de acero a distancias que van desde 320 m hasta 736 m (320 hasta 805 yardas).
En televisión, el fusil Sharps juega un papel central en la investigación de un asesinato en el episodio piloto de la serie Longmire. Un Sharps es el arma homicida, y su secuencia de disparo es fundamental en la secuencia de acción. En la novela The Cold Dish de la serie de libros Longmire, su autor se equivoca al indicar que sharpshooter se deriva del fusil Sharps. Esta palabra, que hace referencia al tirador de precisión en el idioma inglés, por lo menos tiene su origen desde 1801 a partir de la palabra alemana scharfschütze.